# إدوارد غريفين هيتشكوك
إدوارد غريفين هيتشكوك (بالإنجليزية: Edward Griffin Hitchcock)‏ هو شريف أمريكي، ولد في 20 يناير 1837 في لاهاينا في الولايات المتحدة، وتوفي في 9 أكتوبر 1898 في Kohala, Hawaii ‏ في الولايات المتحدة.